# Barumini
Barumini (sardinsko: Barùmini) je občina (comune) v italijanski deželi Sardinija, v pokrajini Medio Campidano s 1176 prebivalci (na dan 31. december 2022). Kraj leži južno od planote, imenovane Giara di Gesturi. ki je približno 50 kilometrov severno od Cagliarija in približno 15 kilometrov severovzhodno od Sanlurija.

## Sosednje skupnosti
Sosednje občine Baruminija so po abecednem vrstnem redu Gergei, Gesturi, Las Plassas, Tuili in Villanovafranca. Z izjemo mesta Gergei, ki spada v metropolitansko mesto Cagliari, so vsi v pokrajini Medio Campidano.

## Zgodovina
Ozemlje je bilo naseljeno že od nuraškega obdobja, kar dokazuje zelo pomembno najdišče Su Nuraxi.
V srednjem veku je Barumini pripadal Giudicatu iz Arboree in je bil del kuratorija Marmille, katerega glavno mesto je bil.
Po bitki pri Sanluriju (1409) je prešel pod aragonsko oblast, postal del kraljestva Sardinija in postal fevd, ki je bil leta 1541 nato vključen v baronijo Las Plassas, dodeljeno Azoru Zapati. Leta 1839, z zatiranjem fevdalnega sistema, je bilo mesto odkupljeno od zadnjega fevdalnega gospoda Lorenza Zapate Spige Vivaldija, markiza Las Plassasa, da bi postalo občina, ki jo upravljata župan in občinski svet. Grb in prapor občine Barumini sta bila podeljena z odlokom predsednika republike z dne 13. novembra 2002.

## Znamenitosti
Pomembna je Palazzo Zapata, ki jo je zgradila aragonska družina Zapata konec 16. in v začetku 17. stoletja. Med obnovitvenimi deli v 1990-ih je bilo odkrito, da je bila palača zgrajena na ruševinah kompleksa nuragov (Nuraxi 'e Cresia). Danes je v palači muzej. Zahvaljujoč projektu arhitekturne obnove z velikim scenografskim učinkom in predlogom, ki ga je razvil arhitekt Pietro Reali, sta tako palača kot temeljni nuragi, ki sta bila primerno razkrita, postala mesto muzejskega kompleksa (razdeljenega na arheologijo, zgodovino in etnografijo) slavnostno odprt 29. julija 2006.
Ogleda vredni so tudi retabel neznanega mojstra, ki verjetno izhaja iz šole Stampace, polikromirana predela v zakristiji župnijske cerkve »Vergine Immacolata« in cerkev San Giovanni Batista iz 13. stoletja.
Zahodno od mesta na hribu na cesti v Tuili je dobro ohranjen petfazni veliki kompleks nuragi Su Nuraxi, ki je uvrščen na Unescov seznam svetovne dediščine.
- Župnijska cerkev Vergine Immacolata
- Palazzo Zapata
- Palazzo Zapata
- Cerkev San Giovanni Batista
- Nuragi